# معركة أبو غريب
معركة أبو غريب هو هجوم من المسلحين العراقيين من تنظيم القاعدة ضد قوات الأمريكية المتواجدة في سجن أبو غريب في تاريخ 2 أبريل 2005. وشن المتمردون المرتبطون بالقاعدة في العراق هجوما مباغتا على القسم الأمريكي من سجن أبو غريب، المعروف باسم معسكر الفداء، بإطلاق قذائف هاون وصواريخ ثقيلة على المنشأة، ثم مهاجمة بأسلحة خفيفة وقنابل يدوية وسيارات مفخخة. نجحت القوات الأمريكية في صد محاولة الحصار بعد ساعتين، مما أسفر عن إصابة أكثر من 40 جندي أمريكي في المعركة، وقتل ما يقدر بـ 70 مسلحًا من تنظيم القاعدة.

## خلفية عن السجن
سجن أبو غريب سجن شديد الحراسة سيئ السمعة يقع في أبو غريب، العراق، على بعد 32 كيلومترًا غرب بغداد، معروفًا باستخدامه من قبل صدام حسين لاحتجاز السجناء السياسيين الذين تعرضوا للتعذيب والقتل خارج نطاق القضاء. أغلقه صدام عام 2002، ولكن بعد الإطاحة به في غزو العراق، أعادت الولايات المتحدة فتح قسم من السجن، والذي أصبح معسكر اعتقال يعرف باسم معسكر الفداء. حظي القسم باهتمام دولي منذ يونيو 2003، عندما تم الكشف عن حدوث تعذيب مروّع وإساءة معاملة المعتقلين من قبل الحراس الأمريكيين. على الرغم من أن سجن أبو غريب كان معقلاً محصناً للقوات الأمريكية في منطقة بغداد، إلا أن الفضيحة جعلته هدفاً رئيسياً للمسلحين العراقيين بحلول النصف الأخير من عام 2004، رغم ان العنف في العراق كان في أدنى مستوياته في تلك الفترة، وكانت إحدى الجماعات المتمردة الرئيسية التي تشن هجمات وهي قاعدة الجهاد في بلاد الرافدين في العراق، تهاجم في المقام الأول بالانتحاريين والسيارات المفخخة. ذكر منشور على الإنترنت تم نشره بواسطة أبو مصعب الزرقاوي في ديسمبر 2004 أن سجن أبو غريب سيكون هدفاً للهجوم.